# Tomares mauretanicoides
Tomares mauretanicoides är en fjärilsart som beskrevs av Barragué 1954. Tomares mauretanicoides ingår i släktet Tomares och familjen juvelvingar. Inga underarter finns listade i Catalogue of Life.